# Buchkogelwarte
Die Buchkogelwarte befindet sich auf dem 442 m hohen Buchkogel im Leithagebirge zwischen Stotzing und Eisenstadt im Burgenland. Die 12 Meter hohe Aussichtswarte bietet einen weiten Ausblick vom Schneeberg über das Wiener Becken, die Wiener Neustädter Pforte und den Neusiedler See bis zu den Kleinen Karpaten in der Slowakei.
Im Jahre 1958 hat die Sektion Eisenstadt des Österreichischen Touristenklubs auf dem Buchkogel eine hölzerne Aussichtswarte errichtet, welche jedoch 10 Jahre später aufgrund ihrer Baufälligkeit abgetragen werden musste. Stattdessen wurde auf Betonfundamenten eine neue Warte aufgebaut und am 17. November 1968 eröffnet. Im April 1985 musste allerdings auch diese Holzkonstruktion wegen Baufälligkeit abgetragen werden.
Im Herbst 1992 begannen die Bauarbeiten an der dritten Aussichtswarte. Um eine längere Lebensdauer des Bauwerks zu gewährleisten, entschied man sich diesmal für eine Stahlkonstruktion, bestehend aus fünf Etagen mit einer jeweiligen Höhe von 2,40 m.
Ungefähr 1400 Schrauben halten den acht Tonnen schweren Turm zusammen. Am 16. Mai 1993 fand die feierliche Eröffnung statt.